# Hornos romanos de El Rinconcillo
Los hornos romanos de El rinconcillo localizados en la ciudad española de Algeciras formaron parte del complejo de fabricación de ánforas de la ciudad de Portus Albus, el cual suplía de recipientes para el transporte (ánforas principalmente) a la industria de elaboración de garum de la vecina ciudad de Iulia Traducta además de fabricar otros productos cerámicos de uso doméstico o elementos constructivos.

## Historia
Los hornos fueron descubiertos en 1966 por el arqueólogo Manuel Sotomayor Muro en un solar en proceso de urbanización a unos 300 metros de la playa de El Rinconcillo. Se dataron entre los siglos I a. C. y I d. C., localizándose años después restos alfareros más tempranos que sugieren que el complejo estaba en uso con anterioridad. El conjunto arqueológico está formado por dos hornos adosados entre sí formando una única unidad. De planta circular, sus paredes están formadas por desechos de cerámica y ladrillos de adobe; las bóvedas centrales están sostenidas por una columna central y ocho arcos adosados a las paredes con estructuras de adobe entre ellos que dejan estrechos orificios que permitían la entrada de aire al conjunto.
Según se ha podido constatar por la presencia de ánforas completas y parciales en las cercanías este complejo utilizaba las marcas SCC y S-CET, ampliamente conocidas en la historiografía y distribuidas desde la península ibérica como por el norte de África y península Itálica. Las ánforas suelen corresponder con los tipos Dessel 7/11, 12-13 y 6. El conjunto de hornos de fabricación de ánforas fue declarado bien de interés cultural en 1969. En la actualidad se encuentran soterrados a la espera de actuaciones arqueológicas.